# 1996年アトランタオリンピックのトルコ選手団
1996年アトランタオリンピックのトルコ選手団（1996ねんアトランタオリンピックのトルコせんしゅだん）は、1996年7月19日から8月4日にかけてアメリカ合衆国のジョージア州アトランタで開催された1996年アトランタオリンピックのトルコ選手団、およびその競技結果。

## 概要
今大会は金メダル4個、銀メダル1個、銅メダル1個の合計6個のメダルを獲得した。

## メダル
| メダル | 選手名                   | 競技                 | 種目                      |
| ------ | ------------------------ | -------------------- | ------------------------- |
| 金     | ハリル・ムトル           | ウエイトリフティング | 男子54kg級                |
| 金     | ナイム・スレイマノグル   | ウエイトリフティング | 男子64kg級                |
| 金     | ハムザ・イェルリカヤ     | レスリング           | 男子グレコローマン82kg級  |
| 金     | マフムート・デミル       | レスリング           | 男子フリースタイル130kg級 |
| 銀     | マリク・ベイルログル     | ボクシング           | 男子ミドル級              |
| 銅     | メフメト＝アキフ・ピリム | レスリング           | 男子グレコローマン62kg級  |